# Канастеро білочеревий
Канасте́ро білочеревий (Asthenes dorbignyi) — вид горобцеподібних птахів родини горнерових (Furnariidae). Мешкає в Болівії і Аргентині. Вид названий на честь французького натураліста Алсида д'Орбіньї.

## Опис
Довжина птаха становить 16,5 см. Верхня частина тіла сірувато-коричнева або рудувато-коричнева. Надхвістя рудувато-коричневе, нижня частина тіла світло-сіра або білувата, на горлі коричнева пляма. Хвіст чорнуватий, крайні стернові пера рудуваті, охристі або білуваті.

## Підвиди
Виділяють два підвиди:
- A. d. consobrina Hellmayr, 1925 — західна Болівія (південний схід Ла-Пасу, північний схід Оруро, північ Потосі);
- A. d. dorbignyi (Reichenbach, 1853) — центральна і південна Болівія (від Кочабамби на південь до сходу Потосі і Тарихи), північно-західна і центральна Аргентина (від Жужуя на південь до Мендоси).

Темнокрилі і світлохввості канастеро раніше вважалися підвидами білочеревого канастеро.

## Поширення і екологія
Білочереві канастеро живуть у високогірних чагарникових заростях Анд, віддають перевагу посушливим районам, порослих кактусами і рослинами роду Polylepis. Зустрічаються на висоті від 2500 до 4800 м над рівнем моря.